# Laurentius Siggonius
Laurentius Siggonius född i 1666 i Agunnaryds församling, död 1739 i Hovmantorps församling, var en svensk kyrkoherde i Dädesjö församling.

## Biografi
Laurentius Siggonius föddes 1666 i Agunnaryds församling. Han var son till kyrkoherden Laurentius Siggonius och Margareta Dusaea. Siggonius blev 1688 student vid Uppsala universitet och 1690 vid Lunds universitet. Han prästvigdes 26 september 1693 och blev 1695 bataljonspredikant vid Kronobergs regemente. År 1703 blev han kyrkoherde i Hovmantorps församling. Han var 1706 respondent vid prästmötet och 1712 preses vid prästmötet. Vid biskopsvisitationen 1730 avstod han kyrkoherdetjänsten till efterträdaren Lars Granbeck. Siggonius avled 1739 i Hovmantorps församling.

### Familj
Siggonius gifte sig första gången med Ingrid Hielm död omkring (1725). Hon var dotter till kyrkoherden Jonas Petri Hielm och Maria Colliander i Dädesjö församling. De fick tillsammans barnen komministern Daniel Siggonius (född 1710) i Granhults församling, Sara Catharina Siggonis (född 1714), Johan Herman Siggonius (född 1717) och en dotter som var gift med inspektorn Sven Landerberg.
Siggonius gifte sig andra gången 1728 i Bergunda församling med Maria Crantzberg. Hon hade tidigare varit gift med kronobefallningsmannen Hans Wickenberg på Bergkvara.